# ゴードン・ベイム
ゴードン・アラン・ベイム （Gordon Alan Baym, 1935年7月1日 - ）は、アメリカ合衆国の理論物理学者。
ニューヨーク市生まれ。Brooklyn Technical High School 卒業。コーネル大学を1956年に卒業。 ハーバード大学から1957年に数学の修士号を、1960年に物理学の博士号を取得。博士号の指導教官はジュリアン・シュウィンガー。

## 経歴
博士号取得後、1962年までデンマークのニールス・ボーア研究所で博士研究員を務める。カリフォルニア大学バークレー校で一年間講師を務めたのち、1963年にイリノイ大学アーバナ・シャンペーン校の助教授（Assistant Professor）となる。同校で1965年に准教授（Associate Professor）、そして1968年に教授（Professor）になり、その後は名誉教授となるまで同校で教鞭を取る。
日本との関わりも深く、しばしば来日している。1968年には京都大学の客員研究員、2001年には東京大学の客員教授も務めている。現在は理化学研究所の数理創造プログラムの客員主管研究員を務める。

## 研究
研究分野は原子核物理・物性物理から宇宙物理学や物理学史まで多岐にわたる。特に、レオ・カダノフとの共同研究で開発したベイム・カダノフの保存近似法は保存則が自動的に満たされるようなグリーン関数の近似手法で、量子多体系の輸送現象を研究する際に基本的な重要性を持つ。天体物理学においては中性子星の状態方程式や超流動に関して多くの仕事がある。アルカリ原子気体のボーズ・アインシュタイン凝縮の実現以後は冷却原子気体系の研究においても顕著な業績を残している。
2015年にはイリノイ大学においてベイムの80歳を記念する研究集会が開かれた。

## 著書
1962年にレオ・カダノフと共に著した「量子統計力学」はこの分野の名著であると考えられており、日本語訳も存在する。1969年に著した「Lectures on Quantum Mechanics」は、広く大学院レベルで使用されている教科書で、量子力学の導入として光の偏光をから始まる点で独特である。1991年にはクリストファー・ペシックと共に「Landau Fermi-Liquid Theory: Concepts and Applications」を著している。

## 受賞
ベイムは2002年にはアメリカ物理学会よりHans A.Bethe賞を受賞している。受賞理由は「物理学の基本的な考え方を非凡に組み合わせることで、中性子星から超高温物質まで多岐にわたる極限状態物質の理解を進めた功績」 。
2008年には同会よりラルス・オンサーガー賞をクリストファー・ペシックおよびジェイソン・ホーと共同で受賞。受賞理由は「統計物理学を量子流体（フェルミ流体理論や冷却原子気体の基底状態など）に応用することで、これらの分野に概念的な統一性を与えた功績」 。
- 1981年 アメリカ芸術科学アカデミーフェロー[7]
- 1982年 米国科学アカデミー会員[8]
- 2002年 ハンス・ベーテ賞
- 2008年 ラルス・オンサーガー賞
- 2011年 Eugene Feenberg記念メダル
- 2021年 APS Medal for Exceptional Achievement in Research